# Antonina zonata
Antonina zonata är en insektsart som beskrevs av Green 1919. Antonina zonata ingår i släktet Antonina och familjen ullsköldlöss. Inga underarter finns listade i Catalogue of Life.